# Gnarp
Gnarp est une localité de Suède dans la commune de Nordanstig située dans le comté de Gävleborg.
Sa population était de 1 060 habitants en 2019.